# Ведомости
«Ве́домости» — российская ежедневная деловая газета, основанная в 1999 году. В газете представлена информация об экономических, финансовых, корпоративных и политических событиях, анализ и прогнозы развития ситуации.
По данным издания на ноябрь 2016 года у газеты было около 20 тысяч платных подписчиков.

## История
Первым главным редактором новых «Ведомостей» (1999—2002) был Леонид Бершидский, который покинул этот пост после поступления в бизнес-школу INSEAD.
Затем издание возглавила Татьяна Лысова. В марте 2007 года Лысову назначили редакционным директором «Ведомостей», а новым главным редактором стала Елизавета Осетинская.
В марте 2007 года Лысова вновь вернулась на эту должность и руководила изданием до мая 2017 года.
С 13 марта 2006 по 18 мая 2009 года выходило специальное приложение «Ведомостей» — еженедельник SmartMoney, в котором рассказывалось о том, как устроен бизнес. Выход был прекращён после финансового кризиса.
До 2013 года выходила в формате Broadsheet А2, после — в формате А3.
До 2015 года газета издавалась издательским домом Sanoma Independent Media совместно с английской Financial Times и американской The Wall Street Journal (News Corporation, контролируемой медиа-магнатом Рупертом Мёрдоком). Каждой компании принадлежало по 33 % акций газеты.
Осенью 2014 года был приняты поправки в закон «О средствах массовой информации» авторства ряда депутатов Государственной думы во главе с представителем ЛДПР Вадимом Деньгиным, по которому иностранцы не могут владеть более 20 % российских медиа и вступающий в силу с 1 января 2016 года. СМИ назвали эти поправки «законом имени газеты „Ведомости“ и журнала Forbes», так как из «иностранцев» именно они пишут на серьёзные общественно-политические и экономические темы.
По сообщениям ряда СМИ, покупкой «Ведомостей» интересовались так называемые «друзья Путина» братья Ковальчуки и холдинг «Газпром-медиа». 6 февраля 2015 года Sanoma уведомила других совладельцев газеты «Ведомости» о намерении продать свою долю в издании бывшему гендиректору издательского дома Коммерсантъ Демьяну Кудрявцеву и его партнёрам, при этом Financial Times и News Corp свои доли продавать были не намерены. Тем не менее, 20 ноября 2015 года владельцы «Ведомостей» заявили о продаже 100 % долей газеты Демьяну Кудрявцеву.
В марте 2017 года главным редактором «Ведомостей» был назначен Илья Булавинов, до этого работавший руководителем дирекции интернет-вещания государственного Первого канала.
Как минимум с лета 2018 года издание стало принадлежать бизнес-партнеру Демьяна Кудрявцева Владимиру Воронову. Публично о смене владельца стало известно только в феврале 2020 года после интервью Кудрявцева телеканалу RTVI.
В мае 2020 года владельцем АО «Бизнес Ньюс Медиа», являющегося издателем «Ведомостей», стала компания «Саппорт» в лице ее учредителя — основателя медиахолдинга «ФедералПресс» Ивана Ерёмина. В июне генеральный директор «Бизнес Ньюс Медиа» Глеб Прозоров заявил, что уходит из компании. Вместо него гендиректором стал Михаил Нелюбин.
С приходом нового владельца и генерального директора «Ведомости» запустили ряд новых тематических проектов (Спорт, Экология, Город) и возобновили традицию проведения парусных бизнес-регат.
В августе 2022 года у газеты «Ведомости» сменился собственник. Прежний акционер назвал рынок СМИ низкомаржинальным и высокорискованным. Бенефициаром «Ведомостей» стал Олег Леонов, бывший топ-менеджер РЕН ТВ. Именно он теперь указан единственным акционером АО «Саппорт», которому принадлежит учредитель газеты.
1 февраля 2025 года у АО «Бизнес Ньюс Медиа» сменился гендиректор. Им стал  Игнатий Павлов.

## Внутриредакционный конфликт 2020 года
В «Ведомостях» никогда не существовало запрета на публикацию общественно важной информации — если журналисты издания могли её подтвердить. Это часть неписаного договора с читателями, доказательство журналистской независимости.
17 марта 2020 года «Ведомости» опубликовали материал о достижении предварительных договоренностей о продаже издателя газеты — АО «БНМ» (также издает российскую версию журнала Harvard Business Review) Демьяном Кудрявцевым, Владимиром Вороновым и Мартином Помпадуром Константину Зятькову (сыну основателя газеты «Аргументы и факты» Николая Зятькова) и управляющему директору Arbat Capital Алексею Голубовичу. Каждый из новых владельцев был так или иначе связан с российской властью: возглавляемые Зятьковым холдинг «Версия» и еженедельная газета «Наша версия» придерживались провластных взглядов, Николай Зятьков в 2012 году был доверенным лицом Владимира Путина, Голубович выступал на втором деле ЮКОСа с выгодными для обвинения показаниями.
Сделка, детали которой не раскрываются, должна была быть закрыта в течение одного-двух месяцев, но уже с 18 марта начался переход активов под управление новых собственников. Сам Демьян Кудрявцев утверждал о прибыльности издания, в то же время заявляя: «все люди, которые сегодня критикуют и рассказывают, как нужна газета „Ведомости“, как она ценна — не были готовы в течение пяти лет ничего сделать для того, чтобы она сохранилась». Продажу издания Зятькову и Голубовичу он назвал «лучшей из существовавших на этот момент».
23 марта 2020 года стало известно о кадровых перестановках в газете:
- Действующий главный редактор Илья Булавинов покидает издание.
- Исполняющим обязанности главного редактора с 24 марта становится Андрей Шмаров (ученый-экономист в НИИ Госплана СССР, научный редактор ИД «Коммерсант», один из основателей журнала, аналитического центра и рейтингового агентства «Эксперт», в 2007 году стал гендиректором «Сноба», потом полгода был ведущим телеканала «Дождь», до 2014 года был главным редактором просветительского интернет-канала «Проект 42». С тех пор занимался «проектами на пересечении науки и СМИ», писал исследовательские статьи).
- Редакционным директором становится Юрий Кацман. Работал в «Коммерсанте», был издателем журнала «Секрет фирмы», возглавлял молодёжное издание F5 (было выкуплено Кацманом в 2012 и закрыто в 2015 году) и работал гендиректором в медиахолдинге Михаила Прохорова «Живи!» («ЖV!»[29]).

В 2012 году участвовал в издании газеты Не дай Бог!, боровшейся с акциями протеста оппозиции 2011—2012 года (распространялась бесплатным приложением в газетах «Аргументы и факты» и «Комсомольская правда»). После 2012 года консультировал медиапроекты. Также был главным редактором газеты F5.
- Новым заместителем главного редактора был назначен Кирилл Вишнепольский, бывший заместитель главного редактора Forbes и РБК[32].

После назначения Шмарова в редакции «Ведомостей» состоялось внутреннее голосование, по итогам которого 73 из 79 сотрудников выступили за назначение на пост главреда бывшей сотрудницы газеты Анфисы Ворониной. Затем 29 марта в письме к новым владельцам её кандидатуру предложили шеф-редактор «Ведомостей» Дмитрий Симаков и четыре заместителя главного редактора (Александр Губский, Борис Сафронов, Филипп Стеркин и Кирилл Харатьян).
На следующий день Константин Зятьков отказался менять и. о. главного редактора, пообещав дать им возможность выбрать нового руководителя на совете директоров, который состоится не позднее месяца после закрытия сделки по продаже издания.
23 апреля 2020 года на сайте газеты было опубликовано заявление сотрудников редакции, в котором они критикуют нового главного редактора Андрея Шмарова за его вмешательства в редакционную политику.
Авторы подчеркнули, что дорожат репутацией газеты и намерены её отстаивать. В качестве примеров вмешательства приводятся указание о замене заголовка публикации о «Роснефти» на противоположный по смыслу, удаление колонки Константина Сонина о «Роснефти» и запрет на упоминание данных «Левада-центра».
30 марта 2020 года на сайте Ведомостей появилась статья Елены Вавиной «Государство формально может потерять контрольный пакет в „Роснефти“», но вскоре её заголовок изменился на прямо противоположный («Государство в результате сложной сделки сохранит контрольный пакет в „Роснефти“»). Издания The Bell и Русская служба Би-би-си со ссылкой на анонимный источник среди журналистов газеты сообщили о том, что заголовок был лично отредактирован новым и. о. главреда Андреем Шмаровым, который сам подтвердил этот поступок.
13 апреля 2020 года с сайта газеты исчезла колонка профессора Чикагского университета Константина Сонина «Тяжелое время ответственности», посвящённая главе Роснефти Игорю Сечину. Материал был опубликован около 22:00 12 апреля, после полуночи он пропал с сайта, а его URL выдавал ошибку; утром 13 апреля колонка вновь появилась на сайте издания по прежнему адресу, а затем исчезла. Материал был удалён личным решением Шмарова, Константин Сонин после удаления опубликовал текст в своем аккаунте в Facebook.
15 апреля Meduza опубликовала расшифровку аудиозаписи разговора Шмарова, Кацмана и Зятькова с редакции по поводу удаления двух правок материалов про Роснефть, после которого редакторы отделов лишились права самостоятельно публиковать материалы на сайте.
22 апреля 2020 года сотрудники газеты сообщили, что и. о. главреда Шмаров устно, под угрозой увольнения, запретил использовать для статей данные «Левада-центра» (которые «Ведомости» часто первыми публиковали эксклюзивно до появления на сайте НКО), а также потребовал, чтобы публикации об обнулении сроков Путина были «без оголтелости — взвешенные и сбалансированные». По словам журналистов газеты, Шмаров объяснил случившееся пожеланиями администрации президента. Отвечая на вопрос Би-Би-Си о возможной цензуре в его издании, Шмаров заявил, что это внутриредакционное дело.
Позднее он написал в фейсбуке, что был лично знаком с основателями «Левада-центра» Юрием Левадой, Татьяной Заславской и Валерием Рутгайзером и считает, что они бы одобрили его решение.
Тогда же (23 апреля) Алексей Голубович в письме издателю «Ведомостей» Глебу Прозорову сообщил о возможном выходе из сделки о покупке «Ведомостей» из-за причин экономического характера и «невозможности оценить ущерб вследствие конфликта в трудовом коллективе, а также резонанс и политизированность конфликта в редакции».
24 апреля СПЧ опубликовал заявление, в котором назвал запреты, введённые Шмаровым, актом цензуры, запрещённой конституцией.
В тот же день редакция телеканала «Дождь» в своём обращении поддержала журналистов газеты.
Из-за конфликта в редакции власти отказались признавать «Ведомости» системообразующей организацией (в отличие от её конкурентов «Коммерсанта» и «РБК»), обладающей приоритетным правом на получение государственной поддержки в условиях пандемии.
27 июля бывшими сотрудниками «Ведомостей» было объявлено о создании нового интернет-издания VTimes, которое начало работать 20 октября.
В следующие месяцы из издания уходили другие сотрудники: и. о. шеф-редактора сайта Александра Чунова, редактор отдела экономики Елизавета Базанова, редактор отдела медиа Ксения Болецкая (в «Яндекс»), диджитал-директор Сергей Паранько (в «Канобу»), шеф-редактор сайта «Ведомостей» (на телеканал RTVI).
19 мая 2021 года Андрей Шмаров покинул должность главного редактора, вместо него исполняющей обязанности главного редактора стала Ирина Казьмина, ранее работавшая заместителем генерального директора по редакционному развитию в «Бизнес Ньюс Медиа»

## Критика и обвинения
22 ноября 2008 года сообщалось, что Федеральная служба по надзору в сфере массовых коммуникаций, связи и охраны культурного наследия своим письмом предупредила газету о необходимости строго соблюдать закон о противодействии экстремизму, поводом к чему стала опубликованная в номере от 6 ноября того же года статья «Новочеркасск — 2009» руководителя Центра социальной политики института экономики Академии наук Евгения Гонтмахера, которая была посвящена вероятным социальным последствиям кризиса в России.
В сентябре 2015 года глава пиар-агентства Денис Терехов на своей странице в Facebook заявил, что он якобы заплатил «Ведомостям» $100 тысяч, чтобы издание не публиковало материалы об определённой компании и человеке.
В марте 2016 года газета подала иск о защите чести, достоинства и деловой репутации к Денису Терехову, от которого требуют опровергнуть заявление на его странице в Facebook.
В октябре 2016 года газета выиграла суд и затем апелляцию, после чего 4 апреля 2017 года Денис Терехов опроверг свое заявление.
В июле 2016 года в «Ведомостях» была опубликована статья о том, что глава «Роснефти» Игорь Сечин строит дом в Барвихе на участке стоимостью 60 млн долларов.
В ноябре того же года Сечин выиграл дело о неприкосновенности частной жизни у «Ведомостей». Суд обязал газету удалить материал с сайта газеты и уничтожить весь имеющийся тираж с этой статьёй.
22 ноября материал был удален с сайта издания.
В апреле 2017 года совладелец «Альфа-Групп» и LetterOne Михаил Фридман подал иск к «Ведомостям» с требованием опровергнуть информацию в статье «Как испанский проект Михаила Фридмана оказался замешан в деле о „русской мафии“». Также он написал заявление в полицию и потребовал возбудить уголовное дело о клевете в отношении автора материала Ивана Васильева.
По словам Михаила Фридмана, в процессе подготовки статьи с ним никто не связывался.
Позже газета признала свою ошибку и опубликовала опровержение.
18 октября 2017 года телеведущая Ксения Собчак официально объявила о своем выдвижении в кандидаты на будущих президентских выборах в марте 2018 года через публикацию в интернете ролика "Кандидат «против всех», письма и предвыборной программы на сайте «Ведомостей». При этом обращение Собчак в «Ведомостях», судя по URL-адресу статьи, было подготовлено к публикации ещё 30 сентября, то есть вся кампания продумывалась методично и заблаговременно.
Ряд СМИ сообщал об участии владельца «Ведомостей» Демьяна Кудрявцева в её предвыборной кампании в качестве консультанта. Сам он отрицал эти предположения, впервые факт помощи Собчак был им подтверждён в декабре 2019 года.
4 декабря 2019 года в эфире программы Hard Day’s Night на телеканале «Дождь» член совета директоров газеты «Ведомости» Демьян Кудрявцев извинился перед читателями за то, что издание не осветило резонансное расследование Фонда борьбы с коррупцией (ФБК) о недвижимости, яхте и самолёте телеведущей Наили Аскер-заде. Медиаменеджер не назвал причину подобного поведения издания, но отказался считать произошедшее примером цензуры. Сам сюжет был проигнорирован тремя ведущими деловыми изданиями России («Ведомости», «Коммерсантъ» и «РБК»), информагентства ТАСС и «РИА Новости» выпустили и удалили новостные заметки с комментарием пресс-секретаря президента РФ Дмитрия Пескова по поводу расследования, агрегатор «Яндекс.Новости» выдавал публикации об Аскер-заде только при вбивании её фамилии через кавычки. Подобная реакция СМИ вызвала критику со стороны главы ФБК Алексея Навального, сравнившего игнорирование расследования с публикацией «Ведомостями» материалов о награждении Аскер-заде премией «ТЭФИ» и публичными поздравлениями по этому случаю со стороны действующих сотрудников газеты. В ответ редактор отдела «Медиа» «Ведомостей» Ксения Болецкая обвинила политика в том, что он в соцсетях «автоматом не тиражирует» расследования «Коммерсанта», РБК и «Ведомостей», а бывший главред «Ведомостей», член набсовета издания и шеф-редактор службы политической информации агентства «Интерфакс» Татьяна Лысова со ссылкой на анонимный Telegram-канал «Беспощадный пиарщик» ошибочно обвинила его в игнорировании расследования «Ведомостей» про дачу главы Роснефти Игоря Сечина в 2016 году.
В январе 2024 года издание наряду «Российской газетой», «Газетой.ru» и телеканалами «Россия-1» и «Первый канал» отметилось полным игнорированием приговора активисту Фаилю Алчинову и начавшихся после этого протестов в Башкортостане.

## Руководство
Генеральный директор — Игнатий Павлов.
Главный редактор — Ирина Казьмина.
Совет директоров до смены владельцев в 2020 году: Андрей Шаронов (президент бизнес-школы «Сколково»), Юлия Шахновская (директор Политехнического музея), Анна Качкаева (профессор Высшей школы экономики), Владимир Воронов (The Moscow Times), Демьян Кудрявцев (Ясно Communication), Татьяна Лысова (бывший главный редактор газеты и сайта «Ведомости»), Ирвинг Мартин Помпадур (Macquarie Bank).
Совет директоров после смены владельца в 2020 году: Иван Ерёмин (председатель совета, основатель национального информационного холдинга «ФедералПресс»), Михаил Нелюбин (генеральный директор компании «Саппорт», генеральный директор «Бизнес ньюс медиа»), Александр Молотников (доцент кафедры предпринимательского права юридического факультета МГУ им. М. В. Ломоносова), Антон Трифонов (пресс-секретарь Газпромбанка), Максим Филимонов (вице-президент управляющей компании «Дело»), Константин Зятьков (главный редактор газеты «Наша версия»).

## Основные рубрики
- Власть и общество — важнейшие общественно-политические события России и мира.
- Экономика и финансы — новости о государственном регулировании, макроэкономические прогнозы.
- Компании и рынки — оперативная аналитика о ключевых игроках и рынках.
- Мнения — независимая аналитика и актуальные комментарии по самым важным общественно-политическим и экономическим событиям.
- Действующие лица — интервью с наиболее влиятельными российскими и зарубежными бизнесменами, политиками, чиновниками.
- Карьера и менеджмент — материалы об эффективных решениях в управлении компанией, достижении личного успеха.
- Личный счет — все, что касается персональных финансов и частных инвестиций.

## Региональные выпуски
Города и регионы распространения:
- «Ведомости». РФ, кроме Санкт-Петербург и Ленинградская область.
- «Ведомости Северо-Запад». Северо-Западный федеральный округ (СЗФО).

## Сайт
Сайт издания запущен в 1999 году одновременно с печатной версией газеты. На сайте содержится архив материалов, публиковавшихся в газете начиная с первого выпуска в 1999 года (более 230 тыс. публикаций по состоянию на 2010 год).
Ежемесячно сайт www.vedomosti.ru посещает более 9 млн уникальных посетителей.

## Другая деятельность
Кроме выпуска газеты и приложений «Ведомости» проводят тематические конференции (заявляется о проведении более 350 мероприятий, которые посетили более 39 тыс. участников), парусные бизнес-регаты, а также премия в области развития инфраструктурных проектов "Импульс".